# Ladislau Raffinsky
Ladislau Raffinsky, também conhecido como László Raffinsky (Miskolc, 23 de abril de 1905 - Cluj-Napoca, 31 de julho de 1981), foi um futebolista romeno que competiu na Copa do Mundo FIFA de 1930.